# Air Biru
Air Biru is een bestuurslaag in het regentschap Kepulauan Anambas van de provincie Riouwarchipel, Indonesië. Air Biru telt 315 inwoners (volkstelling 2010).